# Kysta
Kysta (in ungherese Kiszte) è un comune della Slovacchia facente parte del distretto di Trebišov, nella regione di Košice.